# Thiệu Thiên
Thiệu Thiên là tên một phủ thuộc tỉnh Thanh Hóa, Việt Nam, từ thời Lê đến thời Nguyễn.
Từ năm 1435 thời Hậu Lê, Thiệu Thiên là một trong 6 phủ thuộc đạo Hải Tây.
Năm 1466, là phủ thuộc Thừa tuyên Thanh Hóa.
Vào đầu thời Nguyễn, là một trong 4 phủ thuộc trấn Thanh Hoa, kiêm lý 4 huyện Thụy Nguyên (nay là huyện Thiệu Hóa và một phần huyện Thọ Xuân, một phần huyện Ngọc Lặc), Cẩm Thủy, Thạch Thành, Quảng Tế và quản hạt 4 huyện: Đông Sơn, Yên Định, Lôi Dương (một phần các huyện Thọ Xuân, Triệu Sơn và Thường Xuân ngày nay), Vĩnh Lộc. 
Năm 1815, đời Gia Long, phủ Thiệu Thiên được đổi làm phủ Thiệu Hóa.